# Гелле Туксен
Гелле Туксен (норв. Helle Tuxen, 4 вересня 2001) — норвезька стрибунка у воду. Учасниця Чемпіонату світу з водних видів спорту 2022, де в стрибках з десятиметрової вишки,
метрового і
триметрового трампліна посіла, відповідно, 29-те, 38-ме і 26-те місця й не потрапила до півфіналів.